# Cicuta
Cicuta L., 1753 è un genere di piante della famiglia delle Apiacee.

## Tassonomia
Il genere comprende le seguenti specie:
- Cicuta bulbifera L.
- Cicuta douglasii (DC.) J.M.Coult. & Rose
- Cicuta maculata L.
- Cicuta virosa L., un'altra cicuta acquatica